# Andrzej Gumiński
Andrzej Gumiński (ur. 1 maja 1946 – zm. 18 września 2023) – polski lekarz, specjalista medycyny ogólnej, społecznik.

## Życiorys
W dzieciństwie przez kilka lat mieszkał w Kuźnicy Grabowskiej.
Służbę lekarską w Grabowie nad Prosną rozpoczął w 1971 roku za namową ojca, który od 1958 roku praktykował w Kuźnicy Grabowskiej. W ciągiu tygodnia Andrzej Gumiński wraz z żoną pracował w grabowskiej przychodni, a w weekendy dyżurował w szpitalu w Ostrzeszowie.
W latach 1990–2014 był radnym Rady Miejskiej Grabowa nad Prosną. W 2019 został członkiem Zespołu Doradczego Burmistrza Miasta i Gminy Grabów nad Prosną.
Był ceniony za swoją wieloletnią działalność zawodową i społeczną. Po jego kierownictwem rozbudowano przychodnię w Grabowie nad Prosną.
Andrzej Gumiński został pochowany na Cmentarzu Rzymsko-Katolickim pod wezwaniem św. Wincentego „Doły” w Łodzi  21 września 2023.

## Odznaczenia
- Srebrny Krzyż Zasługi,
- Brązowy Krzyż Zasługi,
- Krzyż Zasługi dla ZHP Warszawa,
- Honorowa Odznaka Rzemiosła Warszawa,
- Odznaka Honorowa Polskiego Czerwonego Krzyża[3].

Za swoją działalność zawodową i społeczną odznaczony medalem „Zasłużony dla Miasta i Gminy Grabów nad Prosną”  nadanego uchwałą  XIII/105/2004 Rady Miejskiej Grabowa nad Prosną z dnia 30 marca 2004. W 2018 roku został wyróżniony honorowym tytułem „Zasłużony dla Powiatu Ostrzeszowskiego”